# Volodymyr Hustov
Volodymyr Hustov (in ucraino Володимир Юрійович Густов?; Kiev, 15 febbraio 1977) è un ex ciclista su strada ucraino, professionista dal 2000 al 2012.

## Carriera
Nato a Kiev, giunse in Italia nel 1996, a Romano di Lombardia, con la Nazionale ucraina, e nel 1998 ottenne il primo contratto da dilettante, con la toscana Casini-Vellutex. Dopo un 1999 caratterizzato da alcuni successi, quali quelli al Trofeo Alcide De Gasperi e al Piccolo Giro di Lombardia, e piazzamenti di rilievo, quali i terzi posti a Giro del Belvedere e Giro delle Regioni, passò professionista a inizio 2000 con la Fassa Bortolo di Giancarlo Ferretti.
Nelle sei stagioni con la Fassa Bortolo lavorò come gregario di Alessandro Petacchi (soprattutto) e di Ivan Basso. Alla vigilia del Tour de Romandie del 2002 gli venne rilevato un valore di ematocrito superiore alla norma, e di conseguenza venne dichiarato "non idoneo" a partecipare alla corsa. Dopo le controanalisi effettuate a Losanna dall'Unione Ciclistica Internazionale venne comunque accertato che il valore anomalo era fisiologico e perciò il ciclista fu riammesso alle corse. Nel 2003 ottenne il suo primo (e unico) successo individuale da professionista, la classifica generale del Rothaus Regio-Tour, senza però vincere alcuna tappa.
Tra il 2006 e il 2008 militò nel Team CSC di Bjarne Riis come gregario dei vari capitani, prima Ivan Basso, poi Carlos Sastre e i due fratelli Schleck, Andy e Fränk; con la maglia del Team CSC nel 2006 vinse le cronometro a squadre del Giro d'Italia e della Vuelta a España. Dal 2009 al 2010 vestì la divisa della Cervélo TestTeam, sempre al seguito di Sastre, mentre dal 2011 al 2012 gareggiò di nuovo tra le file della squadra di Riis, la Saxo Bank-Sungard. Concluse la carriera professionistica nel 2012.

## Palmarès
- 1999 (Under-23)

Firenze-Empoli
Trofeo Alcide De Gasperi
Pistoia-Fiorano Modenese
Firenze-Viareggio
Piccolo Giro di Lombardia
- 2003 (Fassa Bortolo, una vittoria)

Classifica generale Rothaus Regio-Tour

### Altri successi
- 2006 (Team CSC)

5ª tappa Giro d'Italia (cronosquadre)
1ª tappa Vuelta a España (cronosquadre)

## Piazzamenti

### Grandi Giri
- Giro d'Italia

2004: 107º
2005: 94º
2006: 62º
2007: 69º
2009: 54º
2010: 61º
2011: 72º
2012: 63º
- Tour de France

2002: 40º
2003: ritirato
2005: 104º
2008: 46º
2009: 45º
2010: 34º
- Vuelta a España

2000: 44º
2003: 64º
2004: 97º
2006: 54º
2007: 35º
2008: 44º
2011: 81º

### Competizioni mondiali
- Campionati del mondo

Valkenburg 1998 - In linea Under-23: 40º
Verona 1999 - In linea Under-23: 20º
Hamilton 2003 - In linea Elite: 59º
Verona 2004 - In linea Elite: 55º
- Giochi olimpici

Sydney 2000 - In linea: 65º